# Röhrmoos
Röhrmoos är en kommun och ort i Landkreis Dachau i Regierungsbezirk Oberbayern i förbundslandet Bayern i Tyskland.
Den tidigare kommunen Großinzemoos uppgick i Röhrmoos 1 januari 1972 foljt 1978 av Biberbach, Schönbrunn och Sigmertshausen.